# 科查馬爾區
6°21′S 77°30′W / 6.350°S 77.500°W
科查馬爾區（西班牙語：Distrito de Cochamal），是秘魯的一個區，位於該國北部亞馬遜大區的羅德里格斯德門多薩省，始建於1932年10月31日，面積199.4平方公里，海拔高度1,620米，2005年人口594，人口密度每平方公里3人。